# 護佐丸
護佐丸（琉球語：／  ?；？—1458年）即中城按司護佐丸盛春。琉球國第一尚氏王朝時期的按司。唐名毛國鼎，號瑞享，名乘盛春。
護佐丸在第一尚氏王朝的建立過程中立下了赫赫戰功，歷仕六代國王。後來在護佐丸阿麻和利之亂中因被控以謀反之罪而被迫自殺。在第二尚氏王朝時期他被當作被誣告殉國而死的忠臣看待，其後代毛氏豐見城殿內家族是第二尚氏王朝時期的望族。

## 生平
護佐丸出生於山田御城（今沖繩恩納村），其曾祖父為今歸仁按司，被北山王怕尼芝所滅。護佐丸是伊波按司的次子，因伊波按司的兄長讀谷山按司（山田城主）沒有嗣子，護佐丸遂被過繼給讀谷山按司當養子。讀谷山按司死後，護佐丸繼承了讀谷山的領地。
1416年，尚巴志王征討北山國攀安知的時候，護佐丸以讀谷山按司的身份參加了戰鬥。尚巴志親自率第一軍征討，護佐丸則作為第二軍的主將，率領800人參加了戰鬥，協助尚巴志王攻佔今歸仁城。考慮到護佐丸是原今歸仁按司的後裔，尚巴志王任命護佐丸為北山守護，以鞏固中山在北山地區的統治。護佐丸在山田城西南4公里處建立要塞座喜味城（今沖繩中頭郡讀谷村），以鞏固中山對北山地區的統治。護佐丸在建造座喜味城的時候，將山田城的石料拆毀，運到座喜味來建造城牆；其城牆不僅堅固而且有曲線美，因此護佐丸被現代學者称为建築家。
在座喜味城建設之際，北山守護的勢力進一步擴大，護佐丸甚至動用了奄美群島、慶良間群島的人力建造此城。尚巴志王娶伊波按司的女兒為妃，以婚姻關係來拉攏護佐丸。護佐丸則將一女嫁給了尚巴志的兒子尚泰久。
1422年，尚巴志任命次子尚忠為北山監守，駐守今歸仁城；護佐丸則遷居座喜味城，協助尚忠監視北山。而護佐丸統治座喜味城的18年時間裡，積極同中國和東南亞開展貿易。
與此同時，以勝連城為據點的茂知附按司勢力開始擴大。為了牽制其勢力，尚巴志王在1430年將護佐丸遷到了中城一帶，命他在這裡建立中城城。尚巴志的兩個兒子尚布里出鎮江洲、尚泰久出鎮越來。三股勢力一起牽制勝連。護佐丸所領有的中城，與勝連城所處的與勝半島相望，是勝連通往首里的必經之路。1440年，尚忠王回首里城即位時，中城城正式建成，護佐丸奉命遷居中城城，稱中城按司。
阿麻和利殺死茂知附按司掌權之後，積極發展對外貿易，積蓄了實力。而在1454年，尚布里在王室的內亂之中身亡，尚泰久登上王位之後，為了恢復失墜的王權，尚泰久將長女百度踏揚嫁給了阿麻和利，試圖使用聯姻的方式來拉攏這兩位有力的按司。
1458年，發生護佐丸阿麻和利之亂。護佐丸招兵買馬，發展軍事實力。阿麻和利將此事報知尚泰久王，並在尚泰久王的允許下攻打中城城。中城城被攻陷，護佐丸被迫攜妻小自殺。隨後百度踏揚在鬼大城（夏居數、越來親方賢雄）的保護下逃回首里城，向尚泰久王報稱阿麻和利謀反。隨後阿麻和利攻打首里城，但戰敗被殺。
關於護佐丸阿麻和利之亂的真實情況，至今仍是個謎。《中山世鑑》對其經過沒有記載。而《中山世譜》則稱，當時勝連按司阿麻和利自以為武藝高強、兵馬出眾，欲奪取王位。護佐丸得知阿麻和利將反，於是招兵買馬，以備防禦之用。阿麻和利得知後，反誣護佐丸圖謀不軌。尚泰久王聽信讒言，於1458年命阿麻和利為總大將，討伐護佐丸，包圍中城城。護佐丸無處自白其冤，拔刀自刎而死。但沖繩學學者仲原善忠對此說持有異議，認為護佐丸與阿麻和利發生矛盾的根本原因是貿易衝突。二人對奄美大島貿易主導權之爭導致了護佐丸阿麻和利之亂。
與並岳生則認為《中山世譜》中的記載受到了歪曲。《中山世譜》編纂的時期正處於護佐丸子孫旺盛的時候，為了粉飾其反叛的事實，將阿麻和利反誣為逆臣。阿麻和利在《思草紙》中以明君形象登場。而在這次叛亂之後，尚泰久王將護佐丸的外孫(尚泰久王長子 安次富金橋與次子 美津波多武喜之母為護佐丸之女)廢去了王世子之位。這都說明了這段歷史可能受到了歪曲。也有可能是尚泰久王聽從了金丸（尚圓）的意見，使用這次所謂的叛亂除掉了這兩位有力按司。
琉球國官修史書《中山世譜》和《球陽》都把護佐丸塑造成含冤而死的忠臣形象。相傳中城城被包圍時，護佐丸幼子毛龜（豐見城按司盛親）被乳母秘密送出城外，幸免於難。（後世的琉球古典音樂家以此為內容創作了一組組踊）第二尚氏王朝建立後，毛龜被尚圓王封為豐見城按司。此後，護佐丸的子孫多為琉球高官，先後出三司官15人，與向氏、翁氏、馬氏、毛氏池城家併稱為「五大姓」、「五大名門」。